# Branko Ružić (homme politique)
Pour les articles homonymes, voir Ružić (homonymie) et Branko Ružić.
Branko Ružić (en serbe : Бранко Ружић), né le 14 décembre 1975 à Zemun, est un homme politique serbe, membre du Parti socialiste de Serbie (SPS). Il est 1er vice-président du gouvernement et ministre de l'Éducation, de la Science et du Développement technologique depuis le 28 octobre 2020.
De 2017 à 2020, il est ministre des Administrations publiques et des Affaires locales.
Il a été président du groupe parlementaire du SPS à l'Assemblée nationale de la république de Serbie issue des élections législatives serbes de 2012.

## Parcours
Branko Ružić naît le 14 décembre 1975 à Zemun, l'une des municipalités urbaines de la ville de Belgrade. Il passe une partie de son enfance en Australie, où son père était diplomate. De 1996 à 1999, il suit les cours de la faculté de sciences politiques de l'université de Belgrade,.
En 2001, il devient vice-président du Comité central du Parti socialiste de Serbie (SPS), mandat qui est renouvelé en 2003 au 6e congrès du parti. De mars 2001 à décembre 2002, il est également porte-parole du SPS et, d'avril 2000 à décembre 2002, il est président des jeunesses socialistes.
De janvier 2001 à décembre 2003, Branko Ružić est député au parlement de la république de Serbie et, de 2004 à 2006, député au parlement de la Serbie-et-Monténégro ; il est membre de la Commission à l'intégration européenne et membre de l'Assemblée parlementaire du Conseil de l'Europe à Strasbourg,.
Aux élections législatives anticipées du 11 mai 2008, il figure sur la liste de la coalition formée par le Parti socialiste de Serbie (SPS), le Parti des retraités unis de Serbie (PUPS) et Serbie unie (JS) ; la liste obtient 313 896 voix, soit 7,58 % des suffrages, et envoie 20 députés à l'Assemblée nationale de la république de Serbie ; Branko Ružić est élu à l'Assemblée nationale de la république de Serbie.
Lors des élections législatives du 6 mai 2012, l'alliance entre le SPS, le PUPS et JS est renouvelée et conduite par Ivica Dačić, le président du SPS ; la liste commune obtient 14,51 % des suffrages et 44 députés ; Ružić est reconduit dans son mandat parlementaire. À l'Assemblée, Branko Ružić préside le groupe parlementaire du SPS. En plus de cette fonction, il participe aux travaux de la Commission des affaires étrangères et de la Commission des questions administratives, budgétaires, des mandats et de l'immunité.
À la fin du printemps et au cours de l'été 2013, une crise politique provoque des tensions au sein de la coalition gouvernementale issue des élections législatives serbes de 2012. Ivica Dačić exclut le parti Régions unies de Serbie (URS) de son gouvernement et, notamment, son représentant le plus éminent, président de ce parti et ministre des Finances et de l'Économie, Mlađan Dinkić. Le 29 août 2013, Branko Ružić renonce à son mandat parlementaire et, le 2 septembre, il devient officiellement ministre sans portefeuille, chargé de l'intégration européenne lors d'un remaniement ministériel.

## Vie privée
Branko Ružić est marié et père de deux enfants. Il parle anglais,.
Il a été membre du conseil d'administration du FK Partizan Belgrade,.